# リュウ・ジャ
リュウ・ジャ（Liu Jia、中国語: 劉佳、1982年2月16日- ）は、北京出身のオーストリアの卓球選手。2009年10月時点の世界ランキングは16位。

## 経歴
1992年から1995年まで北京のShischa Hai Sports Schoolで卓球の訓練を受けた。彼女は張怡寧とも親友だった。彼女はスクールのチャンピオンとなりユースランキングでも3位となったが他の選手と比べて国際大会への出場機会は少ないものだった。この頃日本からの誘いがあったが彼女は断り1997年3月にオーストリアに移った。
ドイツ語も英語も話せなかったがリンツのクラブに入った。彼女はドイツ語を学びつつ1997年にリンツで行われたオーストリア国際ユース選手権で優勝、1998年2月16日にはオーストリアの市民権を得た。2003年に肩を痛めて数ヶ月治療に専念したが中国で治療を受けて復帰を果たした。
1998年のヨーロッパユース卓球選手権ジュニアの部ではシングルス、ダブルス、混合ダブルスの3冠を制した。翌1999年の同大会でもシングルスと混合ダブルスで優勝している。ヨーロッパ卓球選手権では2005年に優勝、2008年にも準優勝、ヨーロッパトップ12でも2005年に優勝、2006年に準優勝している。
中国勢が圧倒的に強い世界大会では世界卓球選手権に1999年の第45回世界卓球選手権個人戦（アイントホーフェン）から2009年の第50回世界卓球選手権個人戦まで個人戦では6回、団体戦では4回出場を果たしている。第46回世界卓球選手権（大阪市）ではシングルス、ダブルスで共にベスト8、2005年の第48回世界卓球選手権個人戦（上海）では混合ダブルスでベスト8になった。
オリンピックには2000年のシドニーオリンピック、2004年のアテネオリンピック、2008年の北京オリンピック、2012年のロンドンオリンピック、2016年のリオデジャネイロオリンピックと毎回出場。
ITTFプロツアーでは2004年のリオデジャネイロ大会、2008年のベルリン大会で優勝しており、2004年のITTFプロツアーグランドファイナルでは3位となった。